# Trung tâm Quần vợt Quốc gia USTA Billie Jean King

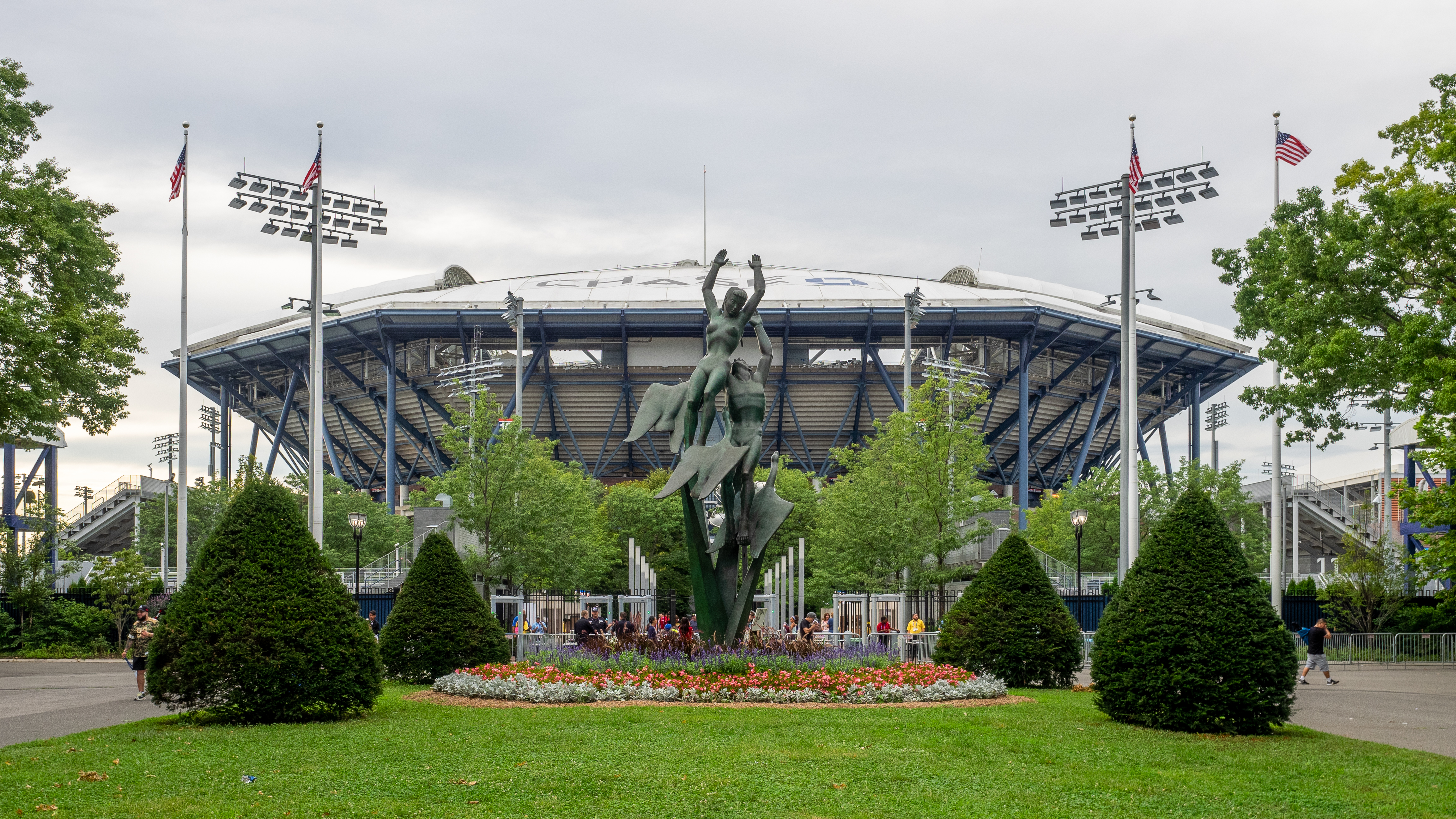
Tượng đồng tại Trung tâm Quần vợt USTA. (2019)

Trung tâm Quần vợt Quốc gia USTA Billie Jean King là hệ thống sân vận động phức hợp ở Công viên Flushing Meadows–Corona tại Queens, Thành phố New York, Hoa Kỳ. Đây là khu vực thi đấu của giải quần vợt Grand Slam Mỹ Mở rộng, được thi đấu hàng năm từ tháng 8 đến tháng 9, kể từ năm 1978 và được vận hành bởi Hiệp hội Quần vợt Mỹ (USTA). Trung tâm có 22 sân quần vợt với tổng diện tích 46,5 mẫu Anh (0,188 km2; 0,0727 dặm vuông Anh) và 11 công viên liền kề. Ba sân của trung tâm thuộc danh sách các sân quần vợt có sức chứa lớn nhất thế giới; Sân vận động Arthur Ashe đứng đầu danh sách với sức chứa 23.200 chỗ ngồi. Tất cả 33 sân sử dụng mặt sân DecoTurf đệm acrylic bề mặt kể từ khi được xây dựng năm 1978.
Nằm gần sân bóng chày Citi Field (sân nhà của New York Mets) cũng như Sân bay LaGuardia, trung tâm quần vợt được mở cửa công cộng ngoại trừ lúc diễn ra giải Mỹ Mở rộng, giải trẻ và các giải khác.
Từng được gọi là Trung tâm Quần vợt quốc gia USTA, trung tâm được đổi tên thành Billie Jean King vào ngày 28 tháng 8 năm 2006.

## Hình ảnh

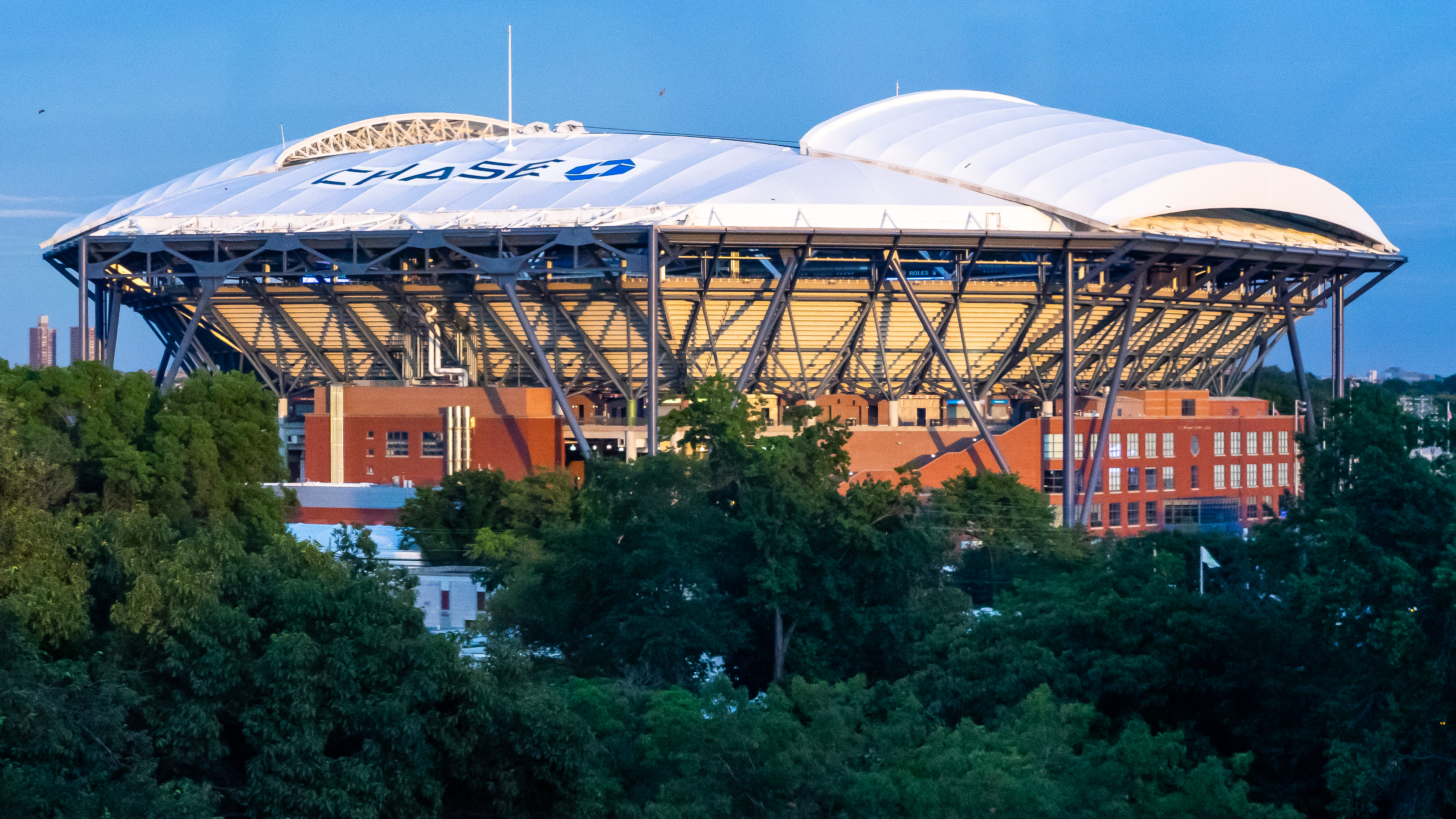
Sân vận động Arthur Ashe, với mái che di động

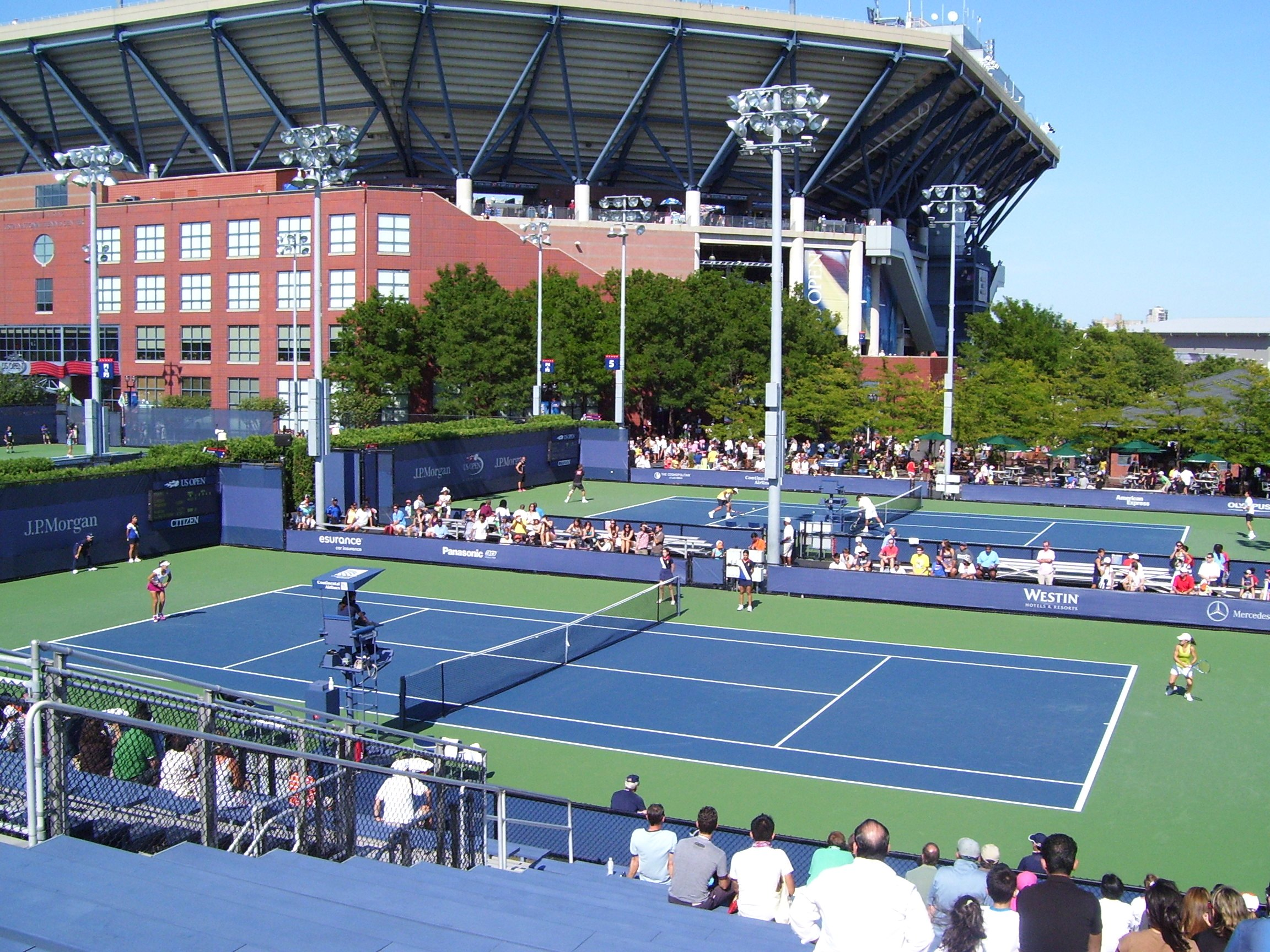
Hình ảnh một số sân bên ngoài sân Ashe Stadium

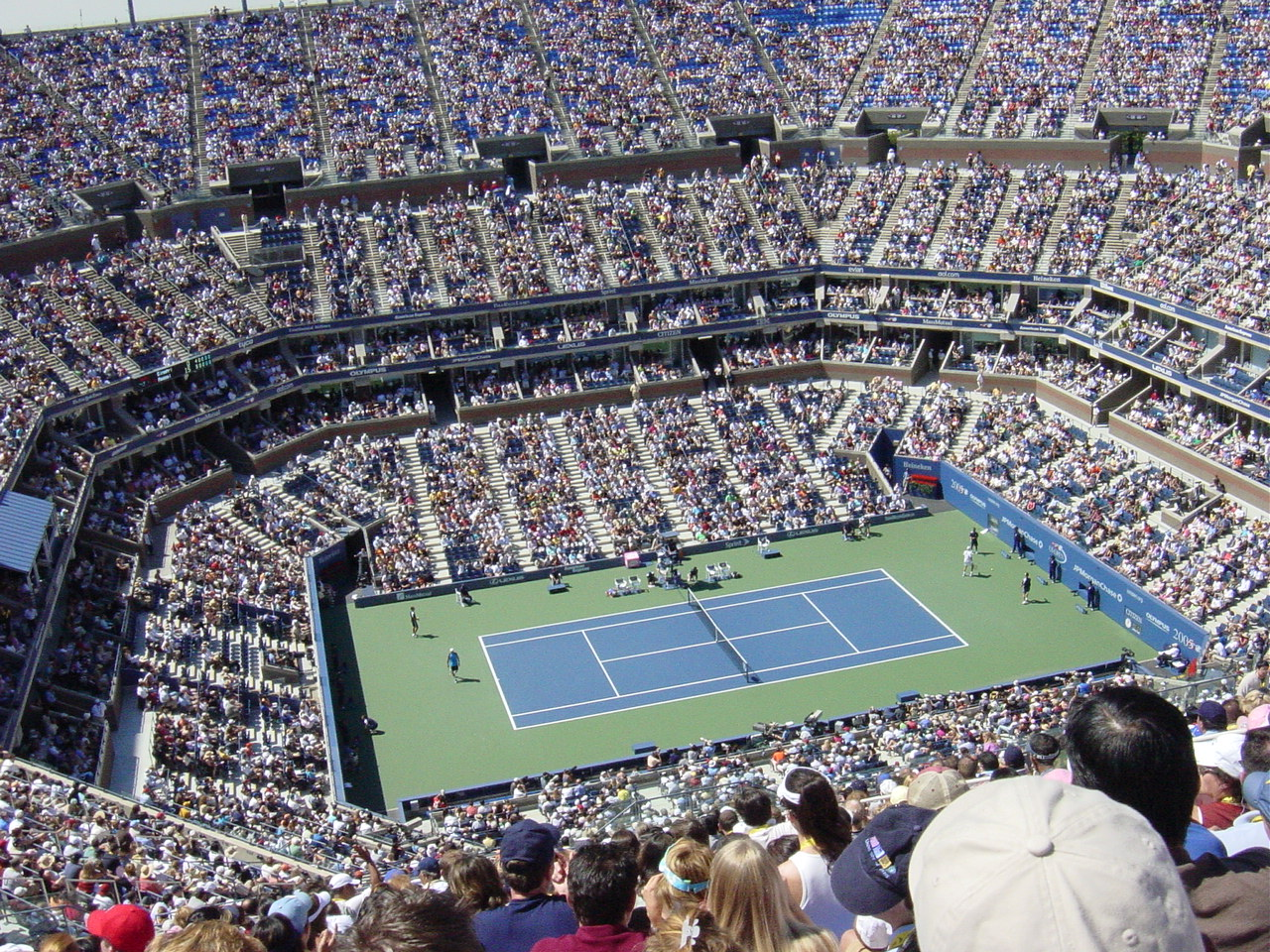
Giải Mỹ Mỏ rộng 2005 tại sân Arthur Ashe

## Các sân chính
| Sân                          | Sức chứa |
| ---------------------------- | -------- |
| Sân vận động Arthur Ashe     | 23.771   |
| Sân vận động Louis Armstrong | 14.000   |
| Grandstand                   | 8.125    |